# Las Pilas (Tarragona)
Las Pilas (oficialmente en catalán Les Piles) es un municipio español de la comarca catalana de la Cuenca de Barberá (provincia de Tarragona). Según el censo de 2022 su población era de 224 habitantes.

## Geografía
Forman parte del término municipal las localidades de Biure de Gaià, Guialmons, Las Pilas y Sant Gallard.

## Historia
Reconquistado a finales del siglo X, quedó bajo la protección del castillo de Montclar a principios del siglo XI. Pasó por diversas manos hasta que en 1072 fue vendido a Ramón Berenguer I. Poco le duró la posesión ya que, días más tarde, el conde lo devolvió a Oliver Bernat a cambio de que este le jurara fidelidad. 
En 1185 pasó a las manos de la familia Puigverd quienes lo vendieron en 1234 a Dalmau de Timor. Más tarde, y por matrimonio con la familia Timor, la señoría fue a parar a Berenguer de Boixadors. La familia Boixador mantuvo la posesión hasta el fin del antiguo régimen.

## Demografía
Cuenta con una población de 229 habitantes (INE 2024).
| Gráfica de evolución demográfica de Las Pilas entre 1842 y 2021 |
| |
| Población de derecho según los censos de población del INE Población de hecho según los censos de población del INEEn estos censos se denominaba Las Pilas: 1842, 1857, 1860, 1877, 1887, 1897, 1900, 1910, 1920, 1930, 1940, 1950, 1960, 1970 y 1981 Entre el censo de 1857 y el anterior, crece el término del municipio porque incorpora a 435010 (Guialmons) |

## Economía
La base de la economía es la agricultura de secano. Los principales cultivos son el trigo y la cebada seguidos del girasol.

## Cultura
El pueblo estaba organizado alrededor del antiguo castillo. Se encuentra en una pequeña colina y ha sido restaurado en numerosas ocasiones. La iglesia parroquial está dedicada a San Martín. Fue construida en el siglo XVIII en el mismo lugar en el que se encontraba la antigua iglesia románica. Es de estilo neoclásico.
En el agregado de Biure de Gaià se puede ver también otro castillo. Aparece documentado ya en el 1072 y se sabe que perteneció a los condes de Savalla. Las numerosas restauraciones a las que se le ha sometido no permiten ver su estructura original. La imagen de hoy en día recuerda más a la de un palacio. Del castillo de Guialmons solo quedan pequeños restos; aparece documentado por primera vez en 1080. A este núcleo de población también pertenece la iglesia de Santa María de Guialmons de arquitectura románica.
La fiesta mayor de Las Pilas tiene lugar los días 13 y 14 de septiembre.